# Liste der Pfarren im Dekanat Lienz
Das Dekanat Lienz ist ein Dekanat der römisch-katholischen Diözese Innsbruck.

## Pfarren mit Kirchengebäuden
| Ort                   | Pfarrverband                                                    | Patrozinium                  | Kirchengebäude | Bild |
| Ainet                 | Vorderes Iseltal (Ainet – Schlaiten – St. Johann)               | Hll. Ulrich und Markus       | Pfarrkirche Ainet Wallfahrtskirche Gwabl                                                                              |      |
| Assling               |                                                                 | Hlgst. Dreifaltigkeit        | Pfarrkirche Assling                                                                                                   |      |
| Bannberg              | Assling (Mittewald – Bannberg – St.Justina)                     | Hl. Martin                   | Pfarrkirche Bannberg                                                                                                  |      |
| Nußdorf-Debant        | Sonnseite (Debant – Dölsach – Iselsberg – Nikolsdorf – Nußdorf) | Hl. Geist                    | Pfarrkirche Debant |      |
| Dölsach               | Sonnseite (Debant – Dölsach – Iselsberg – Nikolsdorf – Nußdorf) | Hl. Martin                   | Pfarrkirche Dölsach Filialkirche Iselsberg                                                                            |      |
| Gaimberg              | Lienz Nord (Lienz-St. Andrä – Grafendorf – Thurn – Peggetz)     | Hl. Bartholomäus             | Pfarrkirche Grafendorf in Gaimberg                                                                                    |      |
| Lavant (Tirol)        | Lienz Süd (Lienz-Hl. Familie – Leisach – Lavant – Amlach)       | Hl. Ulrich                   | Pfarrkirche St. Ulrich (Lavant) Lavanter Kirchbichl, Filialkirche St. Peter und Paul (Lavant)                         |      |
| Leisach               | Lienz Süd (Lienz-Hl. Familie – Leisach – Lavant – Amlach)       | Hl. Michael                  | Pfarrkirche Leisach                                                                                                   |      |
| Lienz-Hl. Familie     | Lienz Süd (Lienz-Hl. Familie – Leisach – Lavant – Amlach)       | Hl. Familie                  | Pfarrkirche Lienz-Hl. Familie                                                                                         |      |
| Lienz-St. Andrä       | Lienz Nord (Lienz-St. Andrä – Grafendorf – Thurn – Peggetz)     | Hl. Andreas                  | Stadtpfarrkirche Lienz Benefiziatkirche St. Michael (Lienz)                                                           |      |
| Lienz-St. Marien      |                                                                 | Mariä Himmelfahrt            | Franziskanerkirche Lienz                                                                                              |      |
| Mittewald an der Drau | Assling (Mittewald – Bannberg – St.Justina)                     | Unbefleckte Empfängnis Mariä | Pfarrkirche Mittewald an der Drau Alte Kirche Mittewald                                                               |      |
| Nikolsdorf            | Sonnseite (Debant – Dölsach – Iselsberg – Nikolsdorf – Nußdorf) | Hl. Bartholomäus             | Pfarrkirche Nikolsdorf Wallfahrtskirche Nörsach                                                                       |      |
| Nußdorf-Debant        | Sonnseite (Debant – Dölsach – Iselsberg – Nikolsdorf – Nußdorf) | Hl. Helena                   | Pfarrkirche Nußdorf St.-Silvester-Kapelle                                                                             |      |
| Oberlienz             |                                                                 | Mariä Himmelfahrt            | Pfarrkirche Oberlienz Filialkirche St. Georg, Filialkirche St. Helene                                                 |      |
| St. Johann im Walde   | Vorderes Iseltal (Ainet – Schlaiten – St. Johann)               | Hl. Johannes der Täufer      | Pfarrkirche St. Johann im Walde Kapelle Unterleibnig, Kapelle Oberleibnig, Kapelle Michlbach, Hofkapelle Oblasserberg |      |
| St. Justina           | Assling (Mittewald – Bannberg – St.Justina)                     | Hl. Justina                  | Pfarrkirche St. Justina Assling                                                                                       |      |
| Schlaiten             | Vorderes Iseltal (Ainet – Schlaiten – St. Johann)               | Hl. Paulus                   | Pfarrkirche Schlaiten                                                                                                 |      |
| Tristach              |                                                                 | Hl. Laurentius               | Pfarrkirche Tristach                                                                                                  |      |

## Dekanat Lienz
Das Dekanat umfasst 19 Pfarren.

## Dechanten
- 2005 Peter Ferner, Pfarrer von Lienz-Hl. Familie[1]
- 2022 Franz Troyer, Stadtpfarrer von Lienz